# Korsthagedissen
Korsthagedissen (Helodermatidae) zijn een familie van hagedissen (Lacertilia) die vertegenwoordigd wordt door twee nog levende soorten; de Mexicaanse korsthagedis en het gilamonster.
Korsthagedissen worden in vergelijking met andere hagedissen vrij groot, aangezien de totale lichaamslengte bijna een meter kan bedragen. Korsthagedissen hebben een plomp lichaam en zijn relatief langzaam. Ze hebben echter een giftige beet en worden hierdoor gevreesd door de lokale bevolking en staan bij het grote publiek bekend als gevaarlijk. Het uiterlijk wordt vaak beschreven als afschrikwekkend, wat te wijten is aan de gedrongen bouw en bulterige huid in combinatie met een opvallende zwarte basiskleur met afstekende roze tot gele vlekken. In beginsel zijn korsthagedissen echter schuw en weinig beweeglijk, gedocumenteerde fatale gevallen zijn zeldzaam en beten zijn meestal het gevolg van onzorgvuldigheid. Bij een beet zijn de hagedissen vasthoudend en door de krachtige kaakspieren zijn ze lastig te verwijderen. Deze eigenschap heeft het imago van korsthagedissen geen goed gedaan.
Het verspreidingsgebied verschilt enigszins per soort en ook enkele uiterlijke kenmerken wijken iets af maar zowel de lichaamsbouw als de levenswijze van beide soorten is vrijwel identiek. De habitat bestaat uit subtropische tot droge gebieden met een struikachtige begroeiing zoals bossen, bergstreken en halfwoestijnen. Korsthagedissen zijn goed onderzocht waardoor er veel bekend is over de biologie, de levenswijze en de voortplanting. Vanwege de grotendeels verborgen levenswijze is echter nog niet alles bekend over de hagedissen en regelmatig worden nieuwe ontdekkingen gedaan. Recent onderzoek naar bestanddelen van het gif wijst uit dat het complexe organische verbindingen bevat die gebruikt kunnen worden bij de behandeling van verschillende aandoeningen zoals diabetes type II en longkanker.
Er zijn naast de twee moderne soorten ook wel andere hagedissen beschreven die tot de familie korsthagedissen worden gerekend. Deze zijn zonder uitzondering al lang geleden uitgestorven en alleen bekend als fossiel. Korsthagedissen komen tegenwoordig uitsluitend voor in Noord- en Midden-Amerika, fossielen van uitgestorven soorten echter zijn gevonden tot in Azië en Europa. Dit artikel beschrijft -tenzij anders vermeld- steeds de moderne soorten.

## Uiterlijke kenmerken

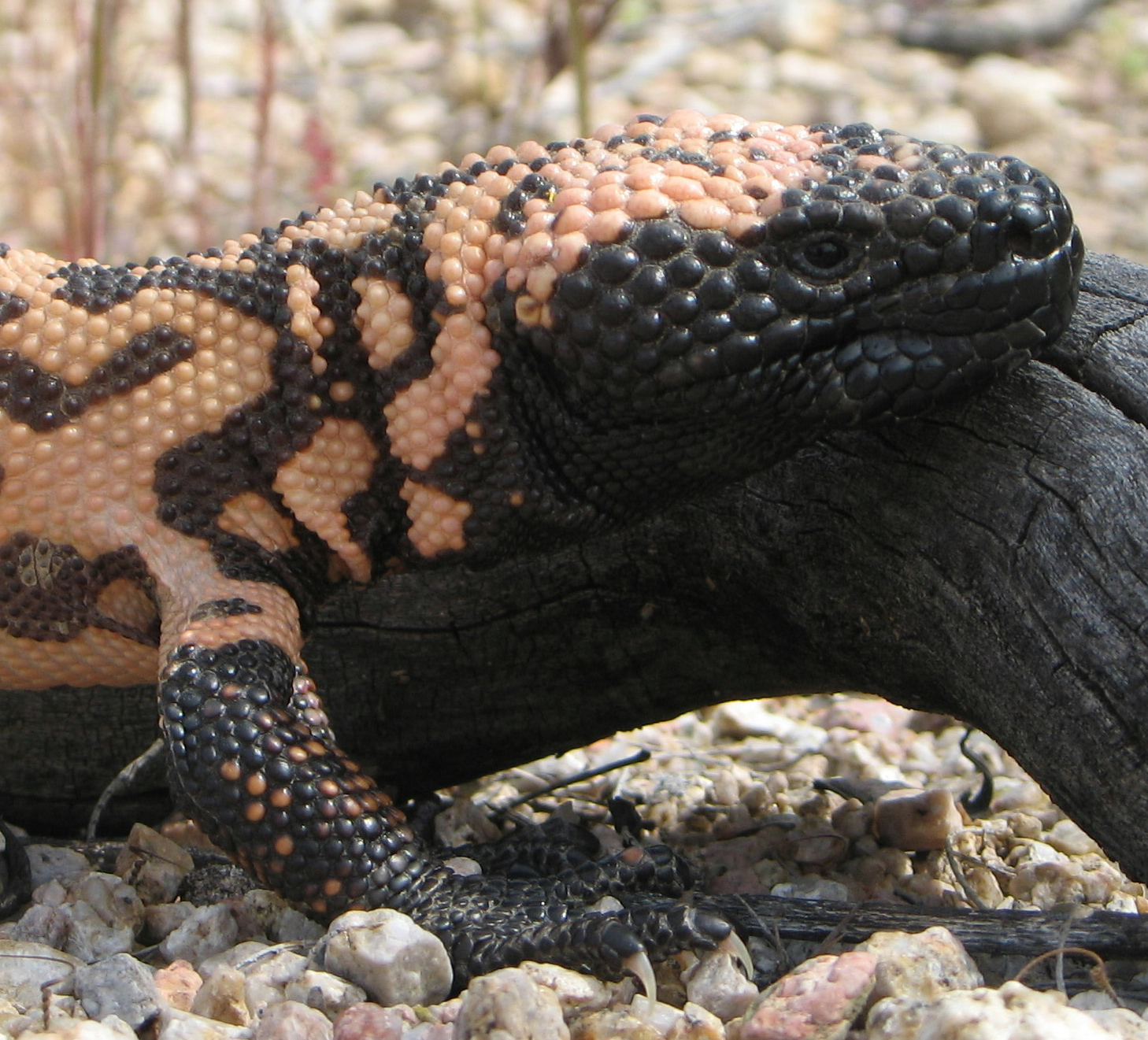
Detail voorzijde gilamonster.

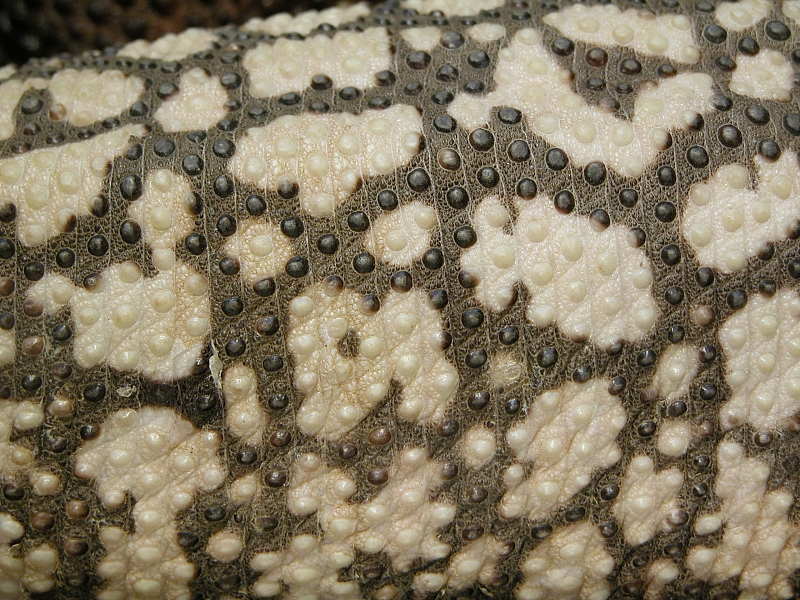
Huid van het gilamonster met schubben en bolvormige insluitingen.

Korsthagedissen vallen direct op door het rolronde, plompe lichaam, dat een totale lengte bereikt van ongeveer een halve meter, dus inclusief de staart. Het gilamonster blijft met een lengte van 33 tot 56 centimeter kleiner dan de Mexicaanse korsthagedis maar is desondanks de grootste hagedis die voorkomt in de Verenigde Staten, waar de Mexicaanse korsthagedis niet voorkomt. De Mexicaanse korsthagedis wordt maximaal 89 cm lang. Het verschil in lengte wordt vooral veroorzaakt door de relatief lange staart van deze laatste soort. Het gewicht van een volwassen korsthagedis bedraagt iets meer dan twee kilo.
De huid is bedekt met schubben die niet dakpansgewijs over elkaar liggen zoals bij veel hagedissen het geval is, maar naast elkaar. Iedere schub is steeds voorzien van een ronde, bolvormige verharding die nog het meest weg heeft van een ingelegde parel. De schubben zijn onderhuids voorzien van beenplaatjes of osteodermen en vormen zo een zware bepantsering. De schubben aan de buikzijde zijn minder sterk gepantserd en gladder, ze zijn plat en gerangschikt in rijen. Aan de onderzijde van de buik, net voor de cloaca, is bij het gilamonster een sterk vergrote, gepaarde anale schub aanwezig, die bij de Mexicaanse korsthagedis ontbreekt.
De kop is driehoekig van vorm en opvallend breed, de snuit is stomp en afgerond. De lange tong heeft een gevorkt uiteinde, de tong van het gilamonster is zwart en die van de Mexicaanse korsthagedis is roze van kleur. De ogen en gehooropeningen zijn opvallend klein, de ogen zijn kraal-achtig en hebben een donkere bruine kleur en een ronde pupil. Met name de kop is erg bulterig, de osteodermen onder de huid van de kop fuseren met de schedel waardoor deze vele opvallende benen knobbels draagt die een goede bescherming bieden tegen aanvallen van roofdieren. Korsthagedissen zijn een van de weinige hagedissen die een dergelijke aanpassing hebben, het vergroeien van osteodermen met de schedel komt wel algemeen voor bij de krokodilachtigen.
De tanden zijn dolk-achtig; lang en dun en ze zijn enigszins naar achteren gekromd. De tanden van de onderkaak hebben een duidelijke groef in de lengte waardoor het gif van de gifklier in de bek loopt, zie ook onder verdediging.
De staart is relatief kort en verschilt iets per soort; de Mexicaanse korsthagedis heeft tot 40 staartwervels en een relatief langere staart met een spits einde en het gilamonster heeft 25 tot 28 wervels en een kortere staart met een duidelijk afgerond einde. De staart is worst-achtig en rolrond, de staart kan niet worden afgeworpen zoals bij andere hagedissen. Een groot aantal hagedissen kent caudale autotomie waarbij een zwakke staartwervel breekt indien de staart wordt vastgepakt. De korsthagedissen kennen dit trucje niet en als de staart verloren gaat groeit deze niet meer aan.
De staart dient als vetopslag en kan in overvloedige tijden zeer dik worden. Als er weinig voedsel is, worden de vetreserves van de staart aangesproken en kan de hagedis maanden zonder voedsel. De staart verliest na een maand echter zo'n 20 procent in omtrek en ziet er gerimpeld en verschrompeld uit. De poten zijn kort en vrij klein, de vingers en tenen zijn voorzien van lange nagels om goed te kunnen graven en klimmen.
De mannetjes zijn moeilijk van de vrouwtjes te onderscheiden, zeker bij de juvenielen is er uiterlijk nauwelijks verschil. Bij de volwassen exemplaren zijn er enkele kleine verschillen in de bouw van de kop en het lichaam. De kop van een mannetje is meestal iets breder en hoger terwijl het lichaam wat meer ovaal van vorm is. Vrouwtjes hebben een enigszins peervormig lichaam; aan de achterzijde bij de achterpoten is het lichaam breder dan bij de voorzijde bij de voorpoten. Dergelijke verschillen zijn bij individuele exemplaren niet eenvoudig vast te stellen, alleen bij meerdere exemplaren in een groep is het geslacht soms te bepalen. De lichaamsvorm is enigszins subjectief omdat deze afhankelijk is van de opgenomen reserves. Mannetjes hebben net als andere hagedissen een hemipenis die echter inwendig gelegen is en daarom in rust niet te zien. De enige methode om het geslacht met zekerheid vast te kunnen stellen is het uitvoeren van een echografie, waarbij de testes van de mannetjes en de eicellen van de vrouwtjes kunnen worden waargenomen.

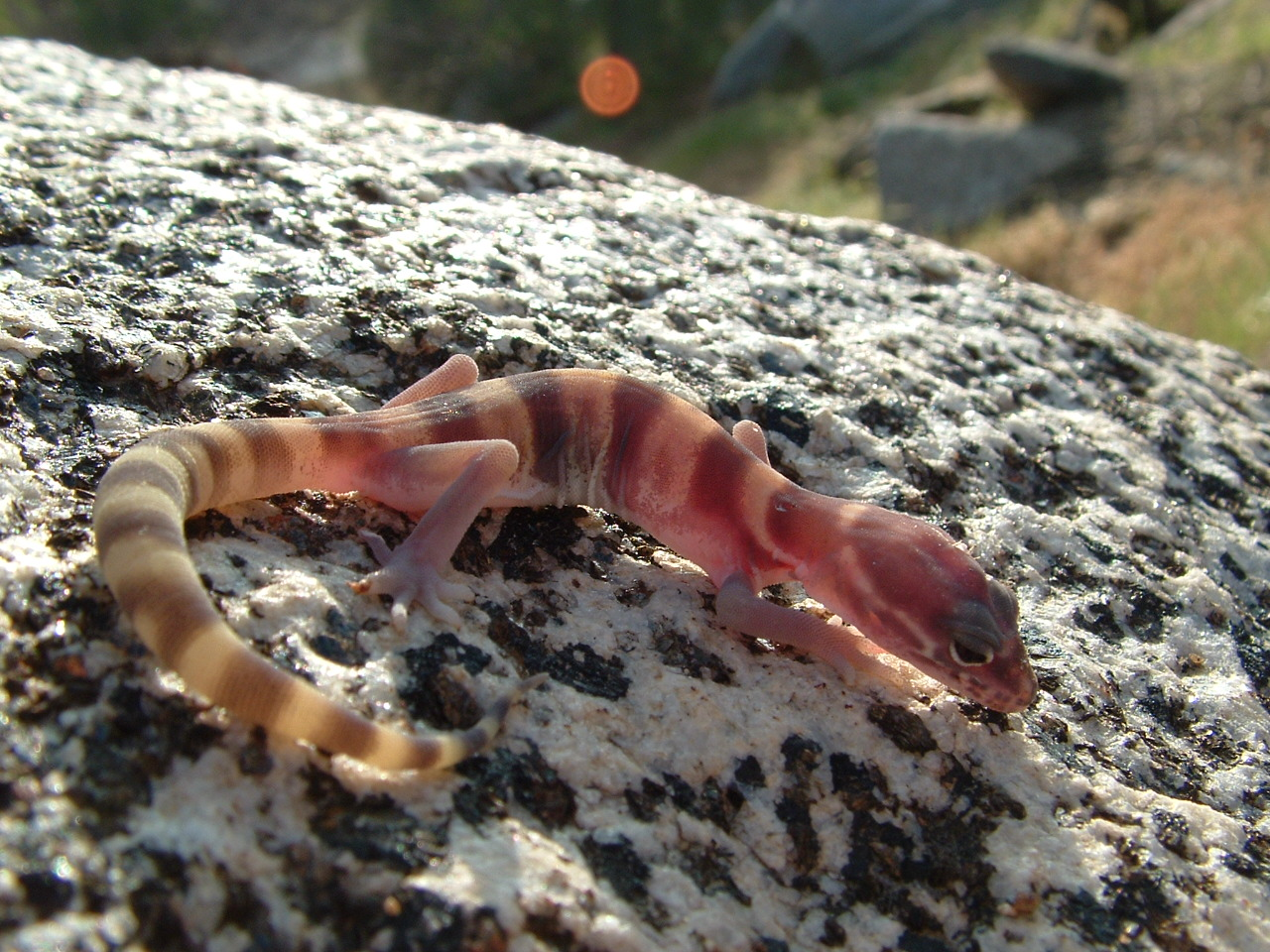
Gebandeerde gekko

Korsthagedissen zijn gemakkelijk van alle andere hagedissen te onderscheiden door hun karakteristieke lichaamsvorm en overwegend zwarte basiskleur met afstekende roze tot gele vlekken. Er zijn maar weinig andere dieren met een dergelijk kleurpatroon, een voorbeeld is de vuursalamander. De kleuren kunnen soms naar oranje neigen en de Mexicaanse korsthagedis heeft meer geelachtige vlekken terwijl het gilamonster meer roze vlekken heeft. Het vlekkenpatroon van ieder exemplaar is uniek, de kleuren worden grauwer naarmate het dier ouder wordt maar blijven goed te zien. De vlekken hebben een onregelmatige nettekening, die naar de staart toe overgaat in een bandering en de staart zelf is bij de meeste exemplaren gebandeerd. Ook aan de vlekken op het lichaam en staart zijn de twee soorten niet eenduidig te onderscheiden, maar wel op de vlekken aan de bovenzijde van de kop; het gilamonster heeft altijd vlekken op zijn kop, terwijl deze bij de Mexicaanse korsthagedis altijd ontbreken en hieraan zijn de soorten het duidelijkst van elkaar te onderscheiden. Van één ondersoort van de Mexicaanse korsthagedis, Heloderma horridum alvarezi, is bekend dat de volwassen exemplaren vaak geheel zwart van kleur zijn.
De enige hagedissen die in het wild verward kunnen worden met een korsthagedis zijn de gebandeerde gekko (Coleonyx variegatus) en juvenielen van de chuckwalla (Sauromalus ater). De chuckwalla heeft een gedrongen, afgeplat lichaam een geel gebandeerde staart maar geen knobbelige huid. De gekko heeft een roze kleur met donkere banden over het gehele lichaam. De gekko is echter alleen door een leek te verwarren aangezien de bouw van onder andere de kop en staart typisch gekko-achtig zijn en de huid glad is.

### Verschillen

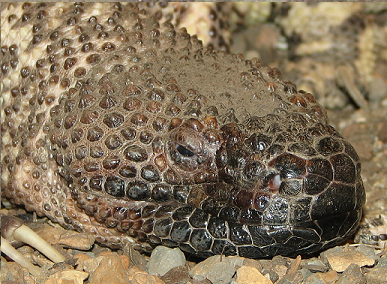
Mexicaanse korsthagedis: zwarte kop

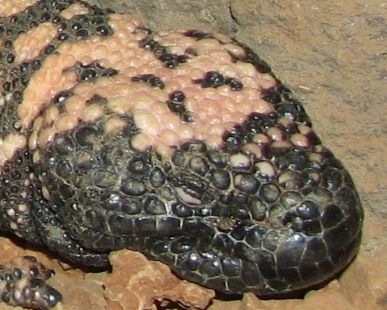
Gilamonster: gekleurde kop

De twee soorten korsthagedissen lijken wat betreft uiterlijk, levenswijze, voortplanting en gedrag zo sterk op elkaar dat ze gemakkelijk als een groep kunnen worden beschreven. Toch zijn er enkele belangrijke verschillen zoals de lengte en vorm van de staart en de vlekken op de kop, zie de hiervoor de afbeeldingen rechts. In de onderstaande tabel zijn de belangrijkste verschillen opgenomen.
| Kenmerk                | Mexicaanse korsthagedis                          | Gilamonster                                     |
| ---------------------- | ------------------------------------------------ | ----------------------------------------------- |
| Wetenschappelijke naam | Heloderma horridum                               | Heloderma suspectum                             |
| Lengte                 | maximaal 89 cm                                   | 33 tot 56 cm                                    |
| Staart                 | lang, 6 tot 7 lichte dwarsbanden, tot 40 wervels | kort, 4 tot 5 lichte dwarsbanden, 25-28 wervels |
| Kleur                  | zwart met geel tot roze, geen vlekken op de kop  | zwart met roze tot geel, vlekken op de kop      |
| Verspreiding           | Mexico, Guatemala                                | Verenigde Staten, Mexico                        |
| Eieren                 | 7 tot 10                                         | maximaal 12                                     |
| Incubatietijd embryo   | 6 maanden                                        | 10 maanden                                      |
| Aantal ondersoorten    | 4                                                | 2                                               |

## Verspreiding en habitat
Korsthagedissen komen voor in Noord- en Midden-Amerika; in het zuiden van de Verenigde Staten en in delen van Mexico en Guatemala. Grofweg bewoont het gilamonster een smalle kuststreek ten noorden van het schiereiland Neder-Californië en de Mexicaanse korsthagedis een smalle kuststreek ten zuiden van het schiereiland; de verspreidingsgebieden overlappen elkaar niet.
Het gilamonster komt in het noorden van het verspreidingsgebied voor in delen van zuidoostelijk Californië, zuidelijk Nevada, het uiterste zuidwesten van Utah. Het grootste deel van het verspreidingsgebied beslaat het gebied van westelijk en zuidelijk Arizona tot in het Mexicaanse Sonora.
De Mexicaanse korsthagedis komt voor in delen van Mexico tot in Guatemala. In Mexico komt de soort voor van de staat Chiapas in het noorden tot Sonora in het zuiden.
De habitat bestaat uit relatief droge en warme streken waar weinig water is en een schaarse vegetatie van struiken en bomen. Geschikte biotopen zijn droge graslanden, halfwoestijnen, open bladverliezende bossen en berggebieden. Er is nog veel onbekend over de geschikte leefomstandigheden van de korsthagedissen. Het onderzoek richt zich op het in kaart brengen van plaatsen die de hagedis vaak bezoekt en plaatsen die worden vermeden om zo meer te weten te komen over de gewenste omstandigheden. Omdat ze vaak graven, dient de ondergrond zanderig te zijn maar de hagedissen zijn ook wel gevonden in rotsige gebieden, waar de vele scheuren in de bodem als schuilplaats dienen.
In het grootste deel van het verspreidingsgebied ontbreken hoge bergen, met name de Mexicaanse korsthagedis leeft in de laaggelegen gebieden in de westelijke kuststreek van Mexico en komt voor van 400 tot 1000 meter boven zeeniveau. Het gilamonster wordt aangetroffen tot een hoogte van 1950 meter boven zeeniveau in New Mexico.

## Levenswijze
Korsthagedissen leven in droge en vegetatiearme streken waar water- en voedselbronnen erg schaars zijn. Gedurende het warme seizoen schuilen ze overdag in zelfgegraven holen en zijn alleen gedurende de schemering en de ochtend actief. De hagedis wordt het meest aangetroffen tussen zeven en tien uur in de ochtend en tussen vier uur in de middag tot acht uur in de avond.

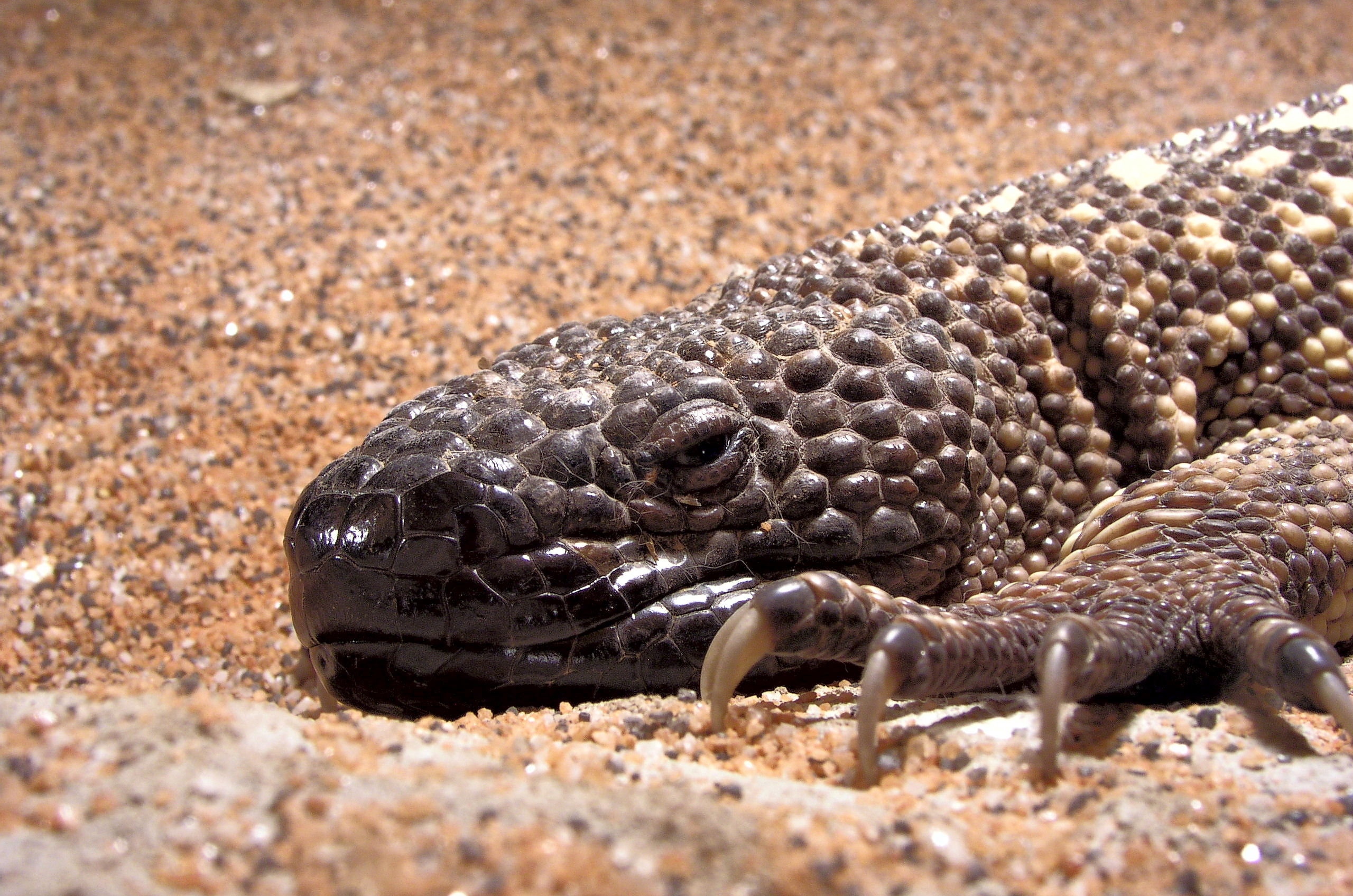
Korsthagedissen (hier de Mexicaanse korsthagedis) hebben scherpe klauwen waarmee ze goed kunnen graven.

De hagedissen kunnen zelf een hol graven maar ook bestaande holen van andere dieren worden wel gebruikt. De holen worden gegraven met de korte poten die scherpe klauwen dragen. In het winterseizoen houden korsthagedissen een winterslaap in deze holen, die altijd een naar het zuiden gerichte opening hebben. Op warme, zonnige dagen komen ze tevoorschijn om te zonnen voor het hol. Nadat de winterslaap is beëindigd en het nog relatief koel is zijn korsthagedissen voornamelijk dagactief. In de regentijd zijn korsthagedissen kwetsbaar in hun holen omdat de schuilplaats kan vollopen en de hagedissen kunnen verdrinken. Hierdoor worden ze na een overstroming wel in bomen aangetroffen. Bij het klimmen in bomen worden de scherpe klauwen gebruikt, de staart is niet beweeglijk en dient als tegengewicht.
Korsthagedissen zijn typische bodembewoners die een lethargische levenswijze hebben; ze brengen een groot deel van de tijd ondergronds door in het hol. Van exemplaren uit Arizona en Utah is bekend dat ze respectievelijk 98 en 95 procent van de tijd doorbrachten in het hol.
Er zijn wel meer soorten hagedissen die voornamelijk ondergronds leven maar al deze soorten jagen hier actief op prooien, zoals mieren of wormen. In relatie met het onderzoek naar het gedrag en de levenswijze van de korsthagedissen is het grotendeels ondergrondse verblijf van de hagedissen een nadeel omdat de dieren zich maar zelden laten zien.
Korsthagedissen zijn relatief langzaam, de gemiddelde snelheid is ongeveer 0,2 kilometer per uur en de topsnelheid 0,8 kilometer per uur. Tijdens het foerageren kunnen ze echter enkele honderden meters per nacht afleggen. Alleen indien noodzakelijk kan een korte sprint worden gemaakt van hooguit een aantal meters. De hagedissen leven solitair en houden een territorium aan hoewel dat buiten de paartijd niet wordt verdedigd. Vanwege de grotendeels verborgen levenswijze komen ze elkaar in de natuur waarschijnlijk zelden tegen. Alleen in de voortplantingstijd gaan ze op zoek naar een partner.

### Voortplanting en ontwikkeling

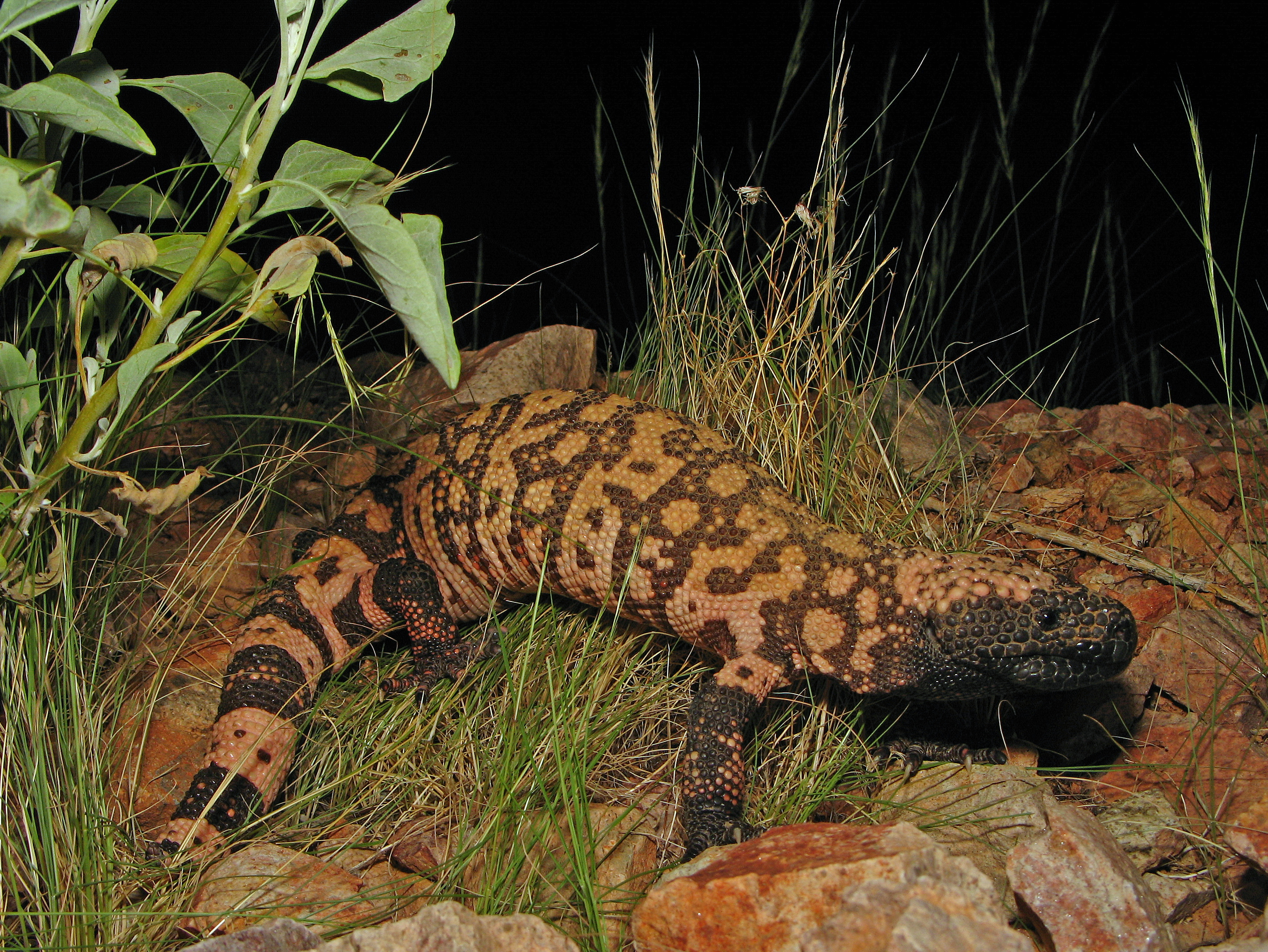
Korsthagedissen leven grotendeels solitair, hier een gilamonster (Heloderma suspectum suspectum) in de natuurlijke habitat.

Korsthagedissen planten zich voort van februari tot mei, de mannetjes zoeken de vrouwtje op waarbij ze soms een concurrent tegenkomen. Vaak volgt dan een gevecht waarbij de dieren elkaar tegen de grond proberen te drukken. Het gevecht kan urenlang duren en de mannetjes houden elkaar vast door te bijten waardoor het lijkt of ze agressief zijn. Het gevecht is echter meer een krachtmeting die aan worstelen doet denken. Meestal komt zelfs de verliezer zonder noemenswaardige verwondingen uit de strijd. Korsthagedissen zijn immuun voor het gif van soortgenoten.
Mannetjes sporen de vrouwtjes op met de tong waarbij het mannetje zijn cloaca tegen de bodem wrijft om een geurvlag af te zetten. Als een mannetje een vrouwtje tegenkomt drukt hij zijn kop tegen de rug van het vrouwtje waarbij hij zich ankert door haar met de achterpoten vast te houden. Als een vrouwtje niet geïnteresseerd is, bijt ze van zich af en probeert zich onder het mannetje vandaan te kronkelen. Als ze geïnteresseerd is steekt ze haar staart omhoog en kan het mannetje contact maken. De paring kan enkele minuten tot meerdere uren duren, meestal een half uur tot een uur.
De eieren zijn wit van kleur en ongeveer zo groot als een kippenei. Korsthagedissen leggen ongeveer tien eieren in een enkel nest, de Mexicaanse korsthagedis zet zo'n 7 tot 10 eieren af, het gilamonster tot maximaal 12. De eieren worden in een kuil afgezet, die door het vrouwtje zelf gegraven wordt en een diepte heeft van ongeveer 12,5 tot 15 centimeter. Korsthagedissen kennen geen broedzorg; het vrouwtje bewaakt haar eieren niet en verlaat het nest zodra het legsel is begraven. De ontwikkelingsduur van de eieren verschilt enigszins; de eieren van de Mexicaanse korsthagedis komen nog hetzelfde jaar uit aan het eind van de zomer, die van het gilamonster overwinteren in de bodem en de juvenielen verschijnen pas het volgende jaar. Dit wordt veroorzaakt doordat het gilamonster een noordelijker verspreidingsgebied heeft en blootstaat aan grotere temperatuurschommelingen in vergelijking met de Mexicaanse korsthagedis. Het is overigens niet bekend of de eieren overwinteren of dat de jongen al eerder uit het ei komen en enkele maanden in het ondergrondse nest blijven.
De jongen lijken direct op hun ouders, ze zijn uit het ei al zo'n 20 cm lang. De lichaamskleuren van de juvenielen zijn zeer helder en steken sterk af, bij oudere exemplaren worden deze steeds donkerder. Over de levenswijze van de jongen is weinig bekend, waarschijnlijk brengen ze meer tijd ondergronds door dan de volwassen exemplaren. De juvenielen zijn na vier tot vijf jaar volwassen, korsthagedissen kunnen ongeveer 20 tot 30 jaar oud worden. Van in gevangenschap gehouden exemplaren zoals dieren die in dierentuinen worden gehouden is bekend dat ze een leeftijd van meer bijna 50 jaar kunnen bereiken. Een volwassen exemplaar dat in 1966 werd gevangen was in 2005 nog in leven en moet ten minste 44 tot 46 jaar oud zijn geweest.

### Voedsel en jacht

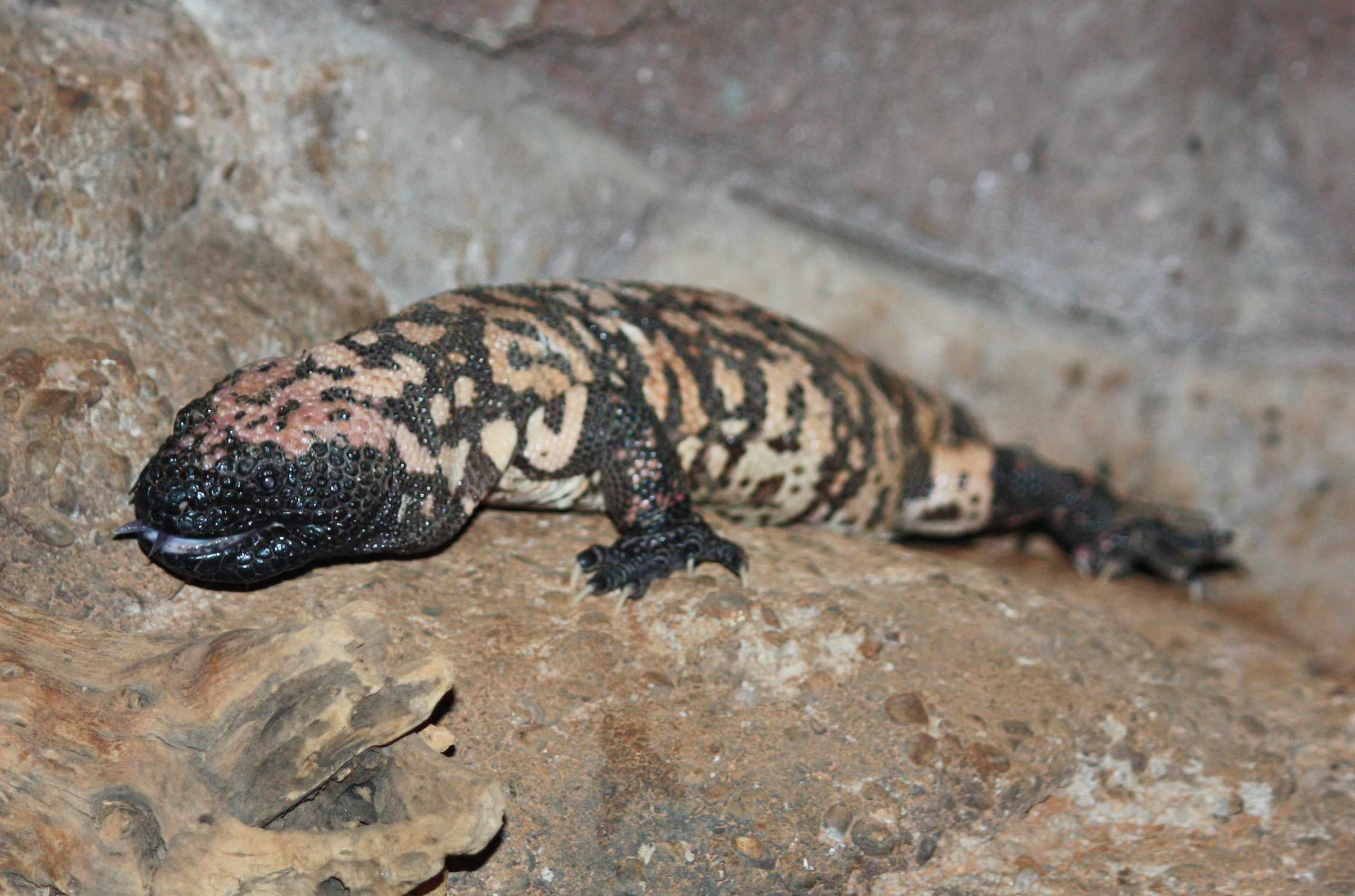
Korsthagedissen (hier een gilamonster) gebruiken hun tong om prooien op te sporen.

Korsthagedissen blinken uit in het opnemen van zeer weinig voedsel. Het feit dat de hagedissen vrijwel altijd in hun hol liggen en niet bewegen is uniek binnen de hagedissen en een sterke specialisatie aan gebieden die kurkdroog kunnen zijn en weinig voedsel bevatten. Omdat ze poikilotherm ('koudbloedig') zijn en niet erg veel bewegen verbruiken ze weinig energie en hoeven hierdoor minder te eten. Omdat het in het hol relatief koel is staat het metabolisme op een laag pitje waardoor de voedselbehoefte nog kleiner wordt. Als er eenmaal voedsel beschikbaar is kan een relatief grote hoeveelheid worden opgenomen wat verklaart dat de korsthagedis maanden in het hol kan doorbrengen zonder te eten. Van exemplaren uit de Amerikaanse staat Arizona is bekend dat ze zich jarenlang ondergronds hebben opgehouden gedurende een langdurige droogte in de jaren 60 van de twintigste eeuw.
Korsthagedissen zijn langzame dieren en zullen hun prooi niet snel achterna rennen. Ze leven vooral van eieren en jonge dieren in nesten. Deze prooien kunnen zich niet verplaatsen en als een nest eenmaal is opgespoord wordt het volledig leeggeroofd. Op het menu staan de eieren van verschillende dieren, zoals vogels en reptielen en daarnaast worden nestjonge vogels en juveniele zoogdieren gegeten. Volgens recente studies zijn de eieren van de woestijnschildpad Gopherus agassizii een belangrijke voedselbron voor sommige populaties van het gilamonster, ook is beschreven dat de vrouwelijke schildpadden het nest actief beschermen tegen de hagedis.
Langslopende insecten of andere kleine prooien worden als de kans zich voordoet ook gegrepen. Prooien worden met de krachtige kaken verpletterd en in één keer verzwolgen. Het gif wordt nauwelijks gebruikt bij het doden van de prooi, omdat deze in de regel erg klein zijn. Het feit dat korsthagedissen veel jonge dieren eten, heeft bijgedragen aan hun negatieve imago omdat het wrede dieren zouden zijn. In werkelijkheid is het nestrovende gedrag juist een specialisatie; korsthagedissen zijn in staat om als de kans zich voordoet grote hoeveelheden voedsel te verschalken. Dit verklaart waarschijnlijk waarom ze in staat zijn om het grootste deel van hun tijd ondergronds in holen door te brengen waarbij ze lange perioden van schaarste of droogte kunnen overleven. Volwassen exemplaren kunnen ongeveer een derde van het lichaamsgewicht opnemen, de juvenielen zelfs de helft van het lichaamsgewicht.
Bij het opsporen van de prooi gaat de hagedis af op zijn uitstekende reukvermogen. Net als andere hagedissen steken korsthagedissen continu hun tong uit terwijl ze lopen en de geurdeeltjes die hierop terechtkomen worden langs het orgaan van Jacobson gestreken dat in het verhemelte is gelegen. Door het gevorkte uiteinde kan de hagedis bepalen of een geur komt van de linker- of de rechterkant en kan zo 'in stereo' ruiken en bepalen waar de geur van een prooi vandaan komt. De ogen worden hierbij niet gebruikt zoals bleek uit een proef waarbij een ei langs de snuitpunt van een dier werd gehouden en het vervolgens duidelijk zichtbaar een meter verder werd neergelegd. De hagedis volgde het spoor uitsluitend door te tongelen, zelfs toen de afstand tot het ei 10 centimeter bedroeg werd het visueel niet opgemerkt.
Korsthagedissen hebben een opmerkelijk grote waterbehoefte wat gebleken is uit waarnemingen van in gevangenschap gehouden exemplaren. De huid is sterk waterdoorlatend in vergelijking met andere reptielen. De hagedissen kunnen urenlang water drinken waarbij de tong wordt gebruikt, vermoed wordt dat in de holen waar de hagedis zich in de natuurlijke habitat ophoudt relatief vochtig zijn.

### Vijanden en verdediging
Jonge korsthagedissen zijn relatief kwetsbaar maar de volwassen exemplaren hebben weinig natuurlijke vijanden. De enige bekende natuurlijke predatoren zijn grote rovende zoogdieren als poema's en coyotes en een aantal roofvogels. Omdat korsthagedissen een groot deel van hun tijd in het hol liggen zijn confrontaties met predatoren zeldzaam.
Er is bekend dat korsthagedissen verschillende parasieten kunnen dragen, zowel parasitaire wormen als ectoparasieten die zich op de huid manifesteren. Wat de relatie is tussen de gastheer en de parasiet, bijvoorbeeld of deze specifiek op de korsthagedis leeft of ook op andere dieren wordt gevonden, is echter niet goed onderzocht en grotendeels onbekend.
De belangrijkste vijand is de mens, door het op grote schaal vangen of doden van de dieren en het versnipperen en aantasten van het leefgebied, zie ook onder het kopje bedreiging door de mens.

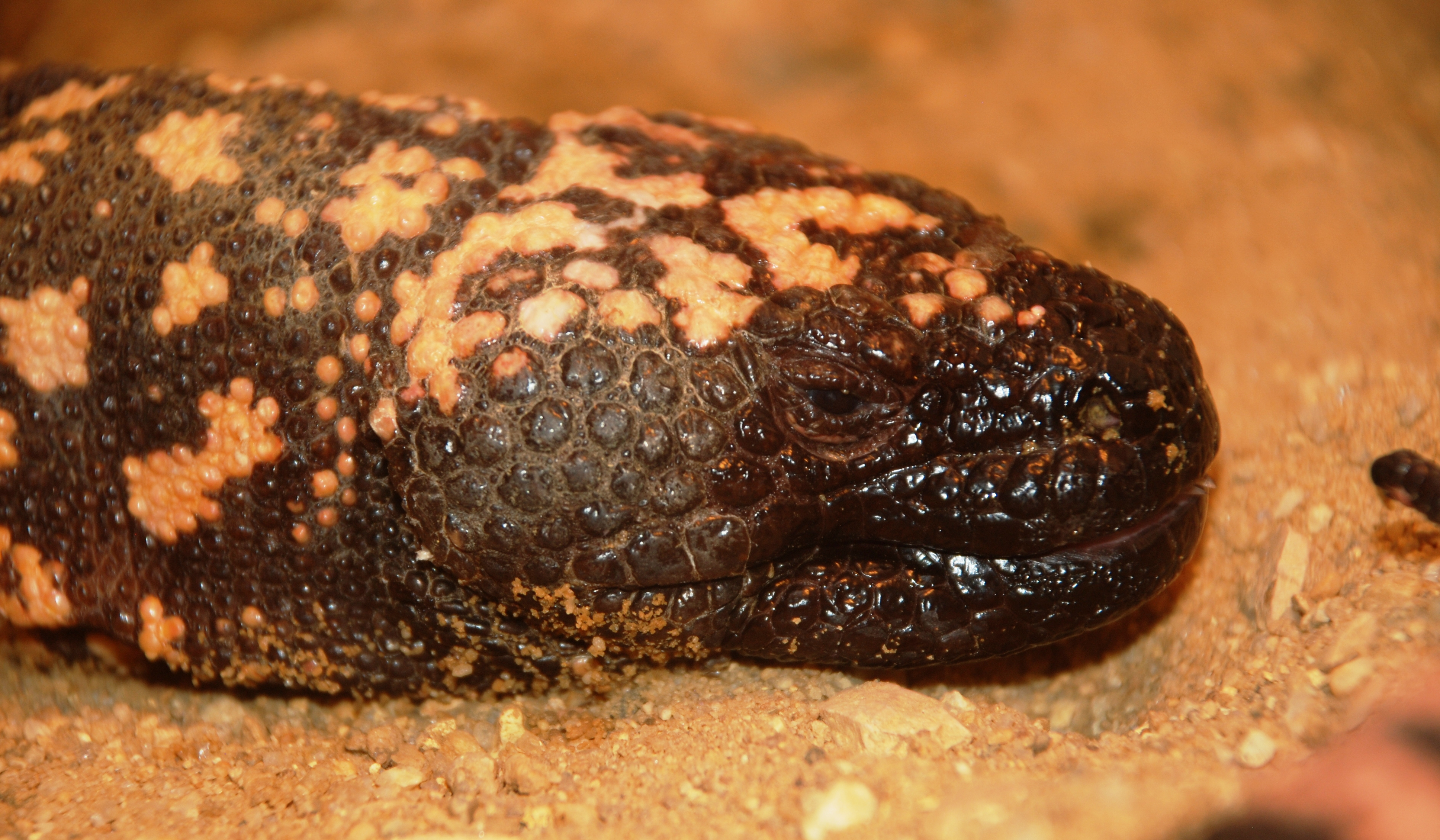
De beet van korsthagedissen (hier een gilamonster) is zeer krachtig.

De belangrijkste verdediging van de korsthagedissen bestaat uit de voor hagedissen ongebruikelijke zwarte kleur met roze tot oranjegele vlekken, die dienen als schrikkleuren. Als een predator zich hierdoor niet laat afschrikken zal deze zich door de met beenplaatjes gepantserde huid moeten werken; er zijn maar weinig dieren die de korsthagedis kunnen verwonden. Daarbij moet ook nog een beet worden voorkomen, als een aanvaller gebeten wordt kan dit fataal zijn. De sterke bepantsering dient niet alleen ter bescherming tegen natuurlijke vijanden, maar moet de hagedis soms tijdens het leegroven van nesten ook beschermen tegen de woedende ouderdieren die er alles aan doen om het kroost te beschermen.
De helodermatiden zijn een van de weinige groepen van hagedissen waarvan bekend is dat ze een krachtig gif produceren. Het gif is te vergelijken met dat van koraalslangen maar wordt in veel kleinere hoeveelheden afgegeven. Lange tijd werd gedacht dat korsthagedissen de enige giftige hagedissen waren maar dit is achterhaald. Verschillende leguanen en varanen hebben eveneens gifklieren, al is dit niet goed onderzocht. Bij de komodovaraan (Varanus komodoensis) werd het gifapparaat pas in 2009 wetenschappelijk beschreven. Bij vrijwel alle giftige reptielen dient het gif om prooien te doden en heeft daarnaast vaak een werking die de spijsvertering ondersteunt. Bij de komodovaraan bijvoorbeeld dient het gif om prooien snel dood te laten bloeden.
Korsthagedissen hebben geen gespecialiseerde giftanden zoals deze voorkomen bij giftige slangen als adders en mamba's. Wel zijn de gifklieren in homologie met de slangen en andere giftige hagedissen ontstaan uit de speekselklieren. De gifklieren hebben geen spieren die zich samen kunnen trekken om zo het gif te injecteren. Om het gif in de prooi te brengen moeten krachtige kauwbewegingen worden gemaakt met de kaken, wat de goed ontwikkelde kaakspieren verklaart. Bij een beet wordt het gif door groeven in de tanden van de onderkaak in de wond gebracht.
De functie van het gifapparaat wordt nog niet goed begrepen. Omdat korsthagedissen nestrovers zijn eten ze relatief kleine en weerloze prooien en eieren. Het gif wordt dan ook zelden ingezet bij het doden van een prooi, maar dient kennelijk voornamelijk ter verdediging tegen predatoren. Van andere hagedissen is bekend dat de mannetjes die het hardst kunnen bijten ook meer gevechten met concurrenten winnen. Hierdoor hebben ze een grotere kans om te paren met een vrouwtje, waardoor een grote bijtkracht een voordeel is. Bij de korsthagedissen lijkt dit niet het geval aangezien de mannetjes elkaar wel bijten maar de gevechten bestaan voornamelijk uit een soort worstelpartij.

## Evolutie

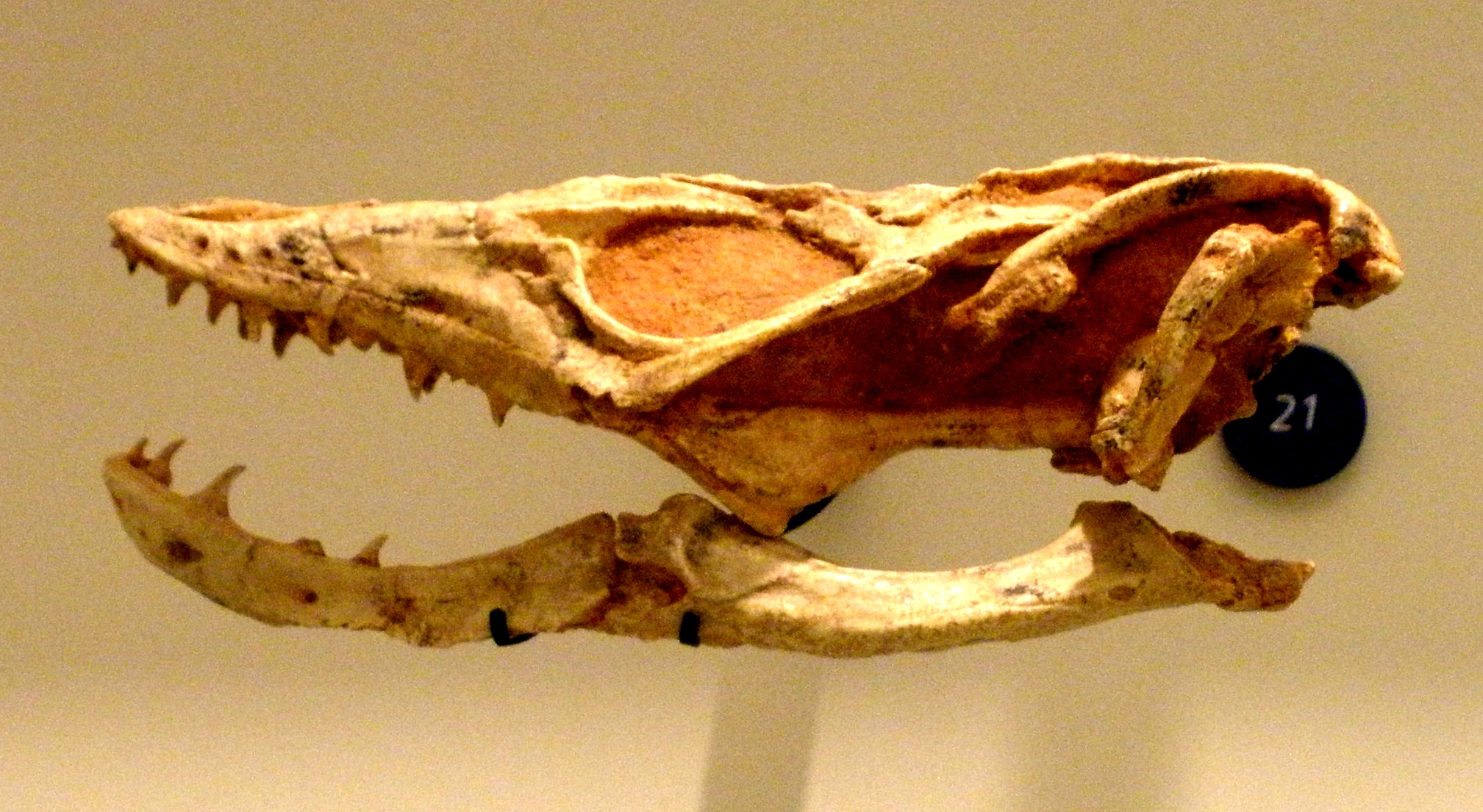
Estesia mongoliensis is een zeer oude verwant uit het Krijt, en was vermoedelijk al giftig.

Tegenwoordig komen de korsthagedissen alleen in een klein deel van Noord- en Midden-Amerika voor, maar van uitgestorven soorten is bekend dat ze een veel grotere verspreiding hadden, vooral gedurende het Tertiair. Daarnaast zijn ook fossielen gevonden in Azië en Europa. Er zijn ten minste zes geslachten bekend van uitgestorven korsthagedissen. In vergelijking met andere hagedissen zijn korsthagedissen weinig veranderd gedurende hun evolutie. De groep van de korsthagedisachtigen, inclusief alle uitgestorven soorten, wordt wel aangeduid met 'Monstersauria'.
De twee moderne helodermatiden zijn zeer sterk aan elkaar verwant en volgens sommige wetenschappers is het gilamonster vrij recentelijk geëvolueerd uit de Mexicaanse korsthagedis. De oudst bekende korsthagedissen stammen uit het late Krijt, zo'n 100 miljoen jaar geleden. Enkele bekende uitgestorven geslachten zijn Estesia en Paraderma. Van Estesia is bekend dat ze een groef in het gebit hadden net als de moderne soorten wat een sterke aanwijzing is dat ze al giftig waren. De voor zover bekend meest basale vertegenwoordiger is Gobiderma, dit reptiel had vergrote osteodermen op de schedel en was een primitieve versie van de moderne vormen. Veel uitgestorven geslachten hebben de vervoeging -derma (= huid) wat verwijst naar de afwijkende schubbenstructuur.
Een andere bekendere korsthagedis is Lowesaurus matthewi uit het Oligoceen, ook deze soort had primitieve kenmerken in vergelijking met de moderne hagedissen maar omdat ook deze soort al gegroefde tanden bezat wordt aangenomen dat de hagedis net als Gobiderma giftig was. Een andere soort, Heloderma texana, is een wat recentere verwant en is bekend vanaf het Mioceen. Veel soorten leefden net als de huidige korsthagedissen in Noord-Amerika, een voorbeeld van een Europese korsthagedis is Euheloderma gallicum, die leefde in het Oligoceen in Frankrijk.
Fossielen van de twee moderne soorten zijn bekend uit gesteentes met een leeftijd van 8000 tot 10.000 jaar.

## Naamgeving en taxonomie
Korsthagedissen danken hun Nederlandse naam aan de zeer grove en stijve, korst-achtige huid die bestaat uit met beenplaatjes verstevigde schubben die parelachtige uitstulpingen hebben, in de Engelse taal worden ze beparelde hagedissen (beaded lizards) genoemd, niet te verwarren met de Europese parelhagedis (Timon lepidus). In andere talen zoals het Noors en het Zweeds verwijst de naam naar de giftigheid en worden ze gifhagedissen genoemd, respectievelijk giftøgler en giftödlor.
De wetenschappelijke geslachtsnaam Heloderma is een samenstelling van Oudgrieks ἧλος (hēlos), 'wrat' en δέρμα (derma), 'huid' en betekent letterlijk wratten-huid. De soortnaam horridum van de Mexicaanse korsthagedis betekent 'verschrikkelijk' in negatieve zin waardoor de wetenschappelijke naam van de Mexicaanse korsthagedis letterlijk 'verschrikkelijke wrattenhuid' betekent. De soortnaam suspectum van het gilamonster betekent 'verdacht', omdat aangenomen werd dat de hagedis net als de eerder beschreven Mexicaanse korsthagedis giftig was, wat pas later werd vastgesteld. De Nederlandse naam gilamonster slaat op het gebied waar de soort voorkomt, rond de Gilarivier in Arizona en New Mexico, VS. Omdat het woord 'gila' uit het Spaans komt, spreekt men deze officieel uit als hiela in plaats van giela, maar beide vormen zijn gebruikelijk. De toevoeging -monster is afgeleid van het uiterlijk en de vermeende dodelijkheid. Ook in andere talen als het Engels en het Frans wordt deze naam gebruikt.

### Indeling
Korsthagedissen zijn een familie van reptielen die behoren tot de orde van schubreptielen (Squamata) en de onderorde hagedissen (Lacertilia, oude naam Sauria). Het is met twee soorten een kleine familie, de meeste families van hagedissen hebben enkele tientallen tot vele honderden (leguanen) tot meer dan 1000 soorten (gekko's).
Korsthagedissen behoren tot een primitieve groep van hagedissen, net als de varanen en de hazelwormen. Deze groep werd vroeger tot de hazelwormachtigen of Diploglossa gerekend (verouderd: Anguinomorpha). Tegenwoordig worden de hagedissen tot de
infraorde van de varaanachtigen (Platynota) gezien. Een andere indeling ziet de korsthagedissen naast de varanen en de hazelwormen als een aparte groep, deze wordt Anguimorpha genoemd.
Alle leden zijn sterker verwant aan de slangen dan aan de andere groepen van hagedissen. De varanen, korsthagedissen en hazelwormen verschillen uiterlijk sterk maar ze hebben gemeen dat ze in beginsel in het bezit zijn van giftanden en -klieren, net als slangen. Een verschil met de slangen is dat deze laatste de giftanden in de bovenkaak dragen, bij de Diploglossa zijn de giftanden in de onderkaak gelegen. Ook meer ontwikkelde groepen van hagedissen, zoals leguanen en agamen, zijn in het bezit van giftanden.
Korsthagedissen werden voor het eerst beschreven in 1577 door de Spaanse zoöloog Francisco Hernández de Toledo, die ze Acaltetepón noemde; 'Azteken-hagedis'. Hernández schreef al dat de hagedis wel gevaarlijk was maar niet dodelijk en meer gevreesd werd door het uiterlijk dan door de beet.
De twee soorten korsthagedissen behoren beide tot het geslacht Heloderma. Het gilamonster wordt onderverdeeld in 2 ondersoorten, de Mexicaanse korsthagedis in vier ondersoorten. De ondersoorten zijn herleidbare variaties van de hagedissen en ze verschillen voornamelijk in verspreidingsgebied. Ze zijn soms ook te herkennen aan afwijkende kleurpatronen en de schubben van de kop.
Familie Helodermatidae
- Geslacht Heloderma
  - Soort Gilamonster (Heloderma suspectum)
    - Ondersoort Heloderma suspectum cinctum
    - Ondersoort Heloderma suspectum suspectum

  - Soort Mexicaanse korsthagedis (Heloderma horridum)
    - Ondersoort Heloderma horridum alvarezi
    - Ondersoort Heloderma horridum exasperatum
    - Ondersoort Heloderma horridum charlesbogerti
    - Ondersoort Heloderma horridum horridum

## Korsthagedissen en de mens

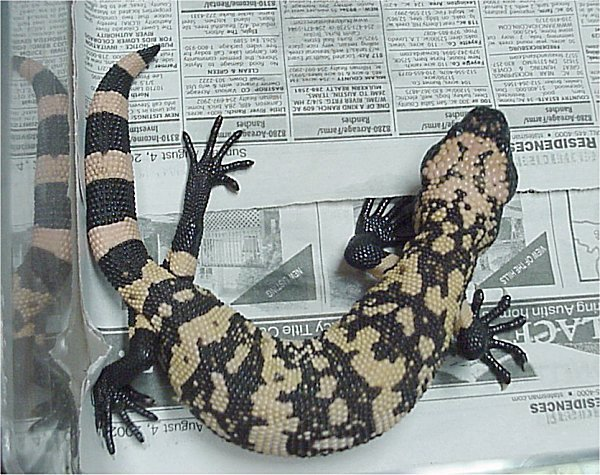
Korsthagedissen worden soms in gevangenschap gehouden, hier een gilamonster.

Korsthagedissen spelen een rol in de cultuur in de gebieden waar de dieren van oudsher voorkomen; zuidwestelijk Noord-Amerika en delen van Midden-Amerika. De hagedissen duiken op als petrogliefen bij de indianen uit zuidelijke streken en uit Mexico is aardewerk bekend met afbeeldingen van korsthagedissen.
Korsthagedissen spelen een vaak negatieve rol in vele volksverhalen van de lokale bevolking, zo zou de adem van de hagedis giftig zijn en krijgt men zweren over het gehele lichaam als men op een exemplaar zou gaan staan. Volgens een andere legende zal een zwangere vrouw geen borstvoeding meer kunnen geven als een korsthagedis haar pad kruist. De Spaanse naam van de Mexicaanse korsthagedis is El Escorpion, wat "de schorpioen" betekent. De naam is afgeleid van een legendarisch Mexicaans wezen dat er prachtig uit zou zien maar erg gevaarlijk was; het zou mensen in het been kunnen steken.
Korsthagedissen duiken soms op in moderne producties, zo speelt het gilamonster een hoofdrol in The Giant Gila Monster, een Amerikaanse B-film uit 1959.

### Bedreiging door de mens
Korsthagedissen zijn een van de weinige grotere reptielen waar niet op wordt gejaagd om het vlees of de huid. De huid is door de vele insluitingen of osteodermen ongeschikt om leer van te maken. Het vlees van de korsthagedis wordt beschouwd als giftig en oneetbaar, wat overigens niet klopt; de lichaamsweefsels bevatten geen gif.
Korsthagedissen worden voornamelijk bedreigd als gevolg van het verzamelen van exemplaren voor de handel in exotische dieren door zowel de lokale bevolking als commerciële verzamelaars. Daarnaast heeft de aanpassing van de leefomgeving door de mens een negatieve impact, voornamelijk door verstedelijking en het geschikt maken van gebieden voor de landbouw. Verschillende door de mens aangebrachte bouwwerken vormen een barrière voor korsthagedissen, zoals betonnen irrigatiekanalen waar de hagedissen niet uit kunnen komen en ook in zwembaden verdrinken vele dieren. Verkeerswegen zijn met name als ze intensief gebruikt worden een gevaar omdat de hagedis zeer langzaam is en geen schijn van kans maakt als een auto nadert waardoor veel exemplaren worden doodgereden. Jaarlijks wordt een onbekend aantal dieren gedood door huiseigenaren en boeren omdat ze gevaarlijk zouden zijn, maar ook uit angst en uit bijgeloof. Daarnaast vallen de hagedissen ten prooi aan gedomesticeerde huisdieren zoals honden en katten.
Korsthagedissen worden in hun gehele areaal beschermd maar zijn niet bedreigd, de Mexicaanse korsthagedis wordt beschouwd als veilig (Least Concern), het gilamonster staat te boek als gevoelig (Near Threatened). De hagedissen mogen in sommige staten, zoals Arizona, niet meer als huisdier worden gehouden al wordt de wet niet altijd gehandhaafd.
Het gilamonster werd in 1952 in Arizona tot beschermde diersoort verklaard en was daarmee het eerste reptiel dat werd beschermd in Arizona en tevens het eerste beschermde giftige reptiel in de Verenigde Staten. Korsthagedissen zijn opgenomen in bijlage II van de CITES-lijst, wat betekent dat ze alleen mogen worden geëxporteerd als men er een vergunning voor heeft. Er wordt wel geopperd om de hagedissen onder bijlage I te laten vallen, die strenger is waardoor er helemaal geen exemplaren meer mogen worden uitgevoerd wat de populaties zou kunnen versterken.
Het homeopathische product Heloderma zou helpen tegen kwalen als moeilijk slikken en koudheid in verschillende lichaamsdelen. Het wordt verkocht in de vorm van korrels en vloeibare oplossingen zoals een tinctuur.

### In gevangenschap

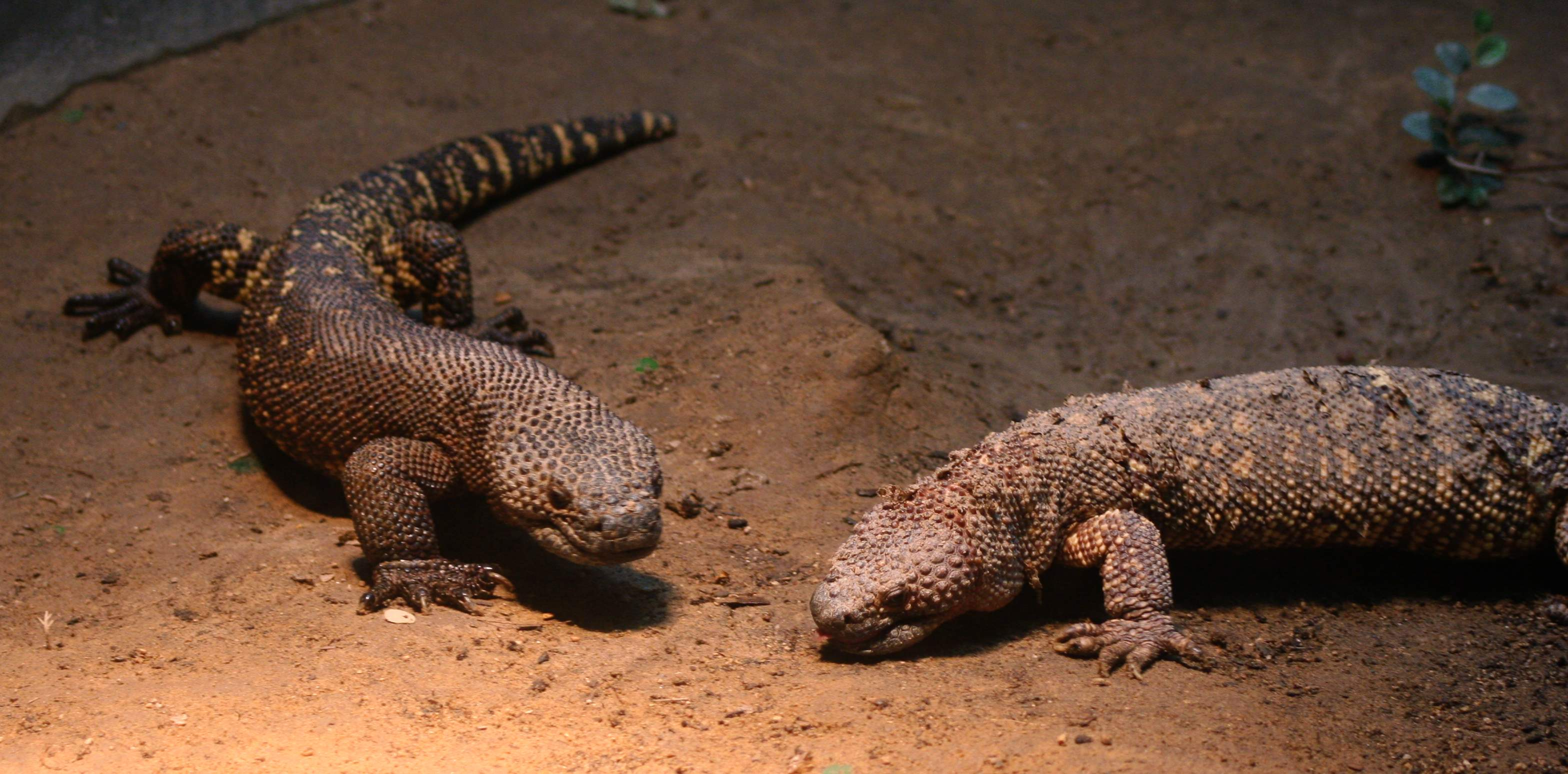
Korsthagedissen zijn populair in dierentuinen, hier een koppeltje Mexicaanse korsthagedissen in de dierentuin Buffalo Zoo, Buffalo.

Onder liefhebbers van reptielen is een korsthagedis een populaire soort, die bovendien niet moeilijk in leven te houden is en weinig eisen stelt aan de huisvesting. De zwarte kleur met afstekende gele tot roze vlekken, de bulterige, parelachtige huid en de 'monsterlijke' bouw zorgen dat de hagedis als bijzonder decoratief wordt beschouwd. Vanwege de lethargische levenswijze is een bak met zand en enkele stenen of houtstronken om onder te schuilen al voldoende. De korsthagedis kan gevoerd worden met nestjonge muizen, die veel verkocht worden als voedsel voor grotere reptielen. Vooral in Noord-Amerika zijn korsthagedissen populair als huisdier, ondanks het feit dat ze hier beschermd zijn. Door een exportverbod worden korsthagedissen buiten Amerika vrijwel uitsluitend gehouden in dierentuinen. In Europa is het in gevangenschap houden van een korsthagedis - ongeacht welke soort of ondersoort - verboden tenzij men een vergunning heeft. Door de Raad voor Dierenaangelegenheden werd op verzoek van het Ministerie van Landbouw, Natuur en Voedselkwaliteit in 2005 een lijst samengesteld van gevaarlijke dieren die als gezelschapsdier kunnen worden gehouden. De korsthagedissen zijn hierin opgenomen als bijtgevaarlijk en giftig.
In de Amsterdamse dierentuin Artis werden in februari 2009 vijf korsthagedissen geboren, wat een primeur was voor de dierentuin. In 2006 kropen in de Rotterdamse Diergaarde Blijdorp zes gilamonsters uit het ei.

### Beten bij de mens
I have never been called to attend a case of Gila monster bite, and I don’t want to be. I think a man who is fool enough to get bitten by a Gila monster ought to die. The creature is so sluggish and slow of movement that the victim of its bite is compelled to help largely in order to get bitten.

Vertaling: Ik ben nog nooit gevraagd een beet van een gilamonster te bekijken en wil dat ook niet. Ik denk dat iemand die zo stom is gebeten te worden door een gilamonster zou moeten sterven. Dit schepsel is zo rustig en traag dat een slachtoffer er alles aan heeft gedaan om gebeten te worden.

Bovenstaand citaat is afkomstig van een zekere Dr. Ward, gedaan in de Arizona Graphic, editie 23 september 1899. Het is een understatement over de risico's van korsthagedissen, die indien ze met rust worden gelaten geen bedreiging zijn. Het zijn geen agressieve maar juist zeer rustige dieren, die zich gemakkelijk laten benaderen. In een veldgids over survival-technieken van het Amerikaanse leger wordt het gilamonster beschreven als unlikely to bite unless molested wat zoiets betekent als 'bijt alleen indien het wordt aangevallen'. Indien men te dichtbij komt wordt de bek dreigend opengesperd waarbij luid wordt gesist maar de hagedis zal niet snel de aanval kiezen. Alleen als men binnen het bereik van de kaken komt of als het dier wordt opgepakt kan de hagedis in een reflex razendsnel toeslaan waarbij een krachtige beet wordt gegeven.
Over de vermeende giftigheid en agressiviteit gaan veel verhalen waarvan de meeste naar het rijk der fabelen kan worden verwezen. De meeste fatale confrontaties tussen korsthagedissen en mensen zijn verzonnen of het gevolg van zeer onverantwoordelijk handelen. Een aantal gevallen van beten door het gilamonster zijn onderzocht door Charles Bogert en Samuel B McDowell. Ze onderzochten de omstandigheden van een beet van de hagedis van 34 verschillende gerapporteerde voorvallen. Hiervan zouden er twaalf fataal geweest zijn maar niet alle dodelijke beten waren wetenschappelijk gedocumenteerd. Een groot aantal slachtoffers bleek sterk onder invloed van alcohol te hebben verkeerd of had een slechte lichamelijke conditie zoals een hartafwijking. Vrijwel alle dodelijke slachtoffers blijken daarnaast onvoorzichtig te zijn omgesprongen met de hagedis. Een geval uit 1953 vermeldt een legerofficier die na meer dan 10 alcoholische consumpties zijn vinger in de opengesperde bek van de hagedis stak met de bedoeling deze snel terug te trekken, waarbij de hagedis echter sneller bleek. Een vergelijkbaar incident vond plaats in 1930, toen een exploitant van een poolbiljartzaal een korsthagedis uitdaagde en in zijn duim werd gebeten, wat hem 2 uur later fataal werd.
Van veel verhalen aangaande beten is de herkomst en betrouwbaarheid onzeker, zo zijn van één beet zes verschillende versies bekend die onderling afwijken. Er wordt zelfs beweerd dat de hagedis zijn gif kan spugen, dit is echter een mythe.
Van enkele confrontaties is vrijwel zeker dat ze verzonnen zijn; zo zou een parachutist die in de woestijn terechtkwam letterlijk in de opengesperde kaken van een korsthagedis zijn geland en hetzelfde zou een gecrashte motorrijder zijn overkomen - of in een andere versie een autocoureur. Een groot deel van de gebeten personen wist dat het een gilamonster betrof en waren zich bewust van het gevaar maar besloten dit te negeren. Mensen die verrast werden door de hagedis zoals toeristen die de verkeerde steen optillen of andere beten in het veld zijn opvallend zeldzaam.
Indien een mens wordt gebeten is het getroffen lichaamsdeel meestal een hand of vinger. De bijtkracht van de korsthagedis is zeer groot en het is niet eenvoudig het dier los te maken van het gebeten ledemaat zonder deze -of de hagedis- te beschadigen. Één manier is de hagedis geheel onder te dompelen in water, hierdoor moet de hagedis wel loslaten om niet te verdrinken. Door de krachtige beet worden korsthagedissen wel gezien als de pitbulls onder de hagedissen.
Het gif bestaat voor een deel uit een neurotoxine en veroorzaakt bij de mens met name een zeer sterke en niet te negeren pijnprikkel, die zich vanuit de gebeten locatie kan verspreiden en tot 24 uur na de beet kan aanhouden. Andere symptomen bij de mens zijn zwelling van de tong, duizeligheid, overgeven en een snelle daling van de bloeddruk. Het gif is bij de mens maar zelden dodelijk, een fatale beet is het gevolg van het falen van het zenuwstelsel, wat leidt tot het stilvallen van de ademhaling of een hartstilstand.

### Geneeskunde

Aminozuursequentie van exenatide.

Het gif bevat verschillende organische verbindingen, variërend van hormoonachtige stoffen tot peptiden. Net als andere giftige dieren en planten worden de schadelijke verbindingen onderzocht in de geneeskunde. Recentelijk is een belangrijke toepassing ontdekt voor een van de componenten van het gif genaamd exenatide. Deze verbinding wordt geclassificeerd onder de peptiden. Meer specifiek wordt de verbinding uit het gif van de Mexicaanse korsthagedis met Exendine-3 aangeduid en dat van het gilamonster met Exendine-4. De verbinding wordt tegenwoordig synthetisch geproduceerd en wordt meestal exenatide genoemd. De stof werd in de jaren 90 ontdekt door John Eng, die op zoek was naar hormoon-achtige stoffen in dieren. Exendine heeft bij de mens verschillende uitwerkingen; zo wordt de maaginhoud langzamer leeggemaakt en verhoogt de opname van insuline nadat men gegeten heeft, zelfs voordat het bloedsuikergehalte stijgt. Hierdoor zou de stof als geneesmiddel toegepast kunnen worden bij diabetes type II-patiënten. In 2009 werd de verbinding als geneesmiddel goedgekeurd door de Food and Drug Administration (FDA, de Amerikaanse toezichthouder op geneesmiddelen). Het geneesmiddel heeft de merknaam Byetta en dient voor de maaltijd te worden geïnjecteerd, het wordt momenteel alleen in combinatie met andere geneesmiddelen gebruikt maar kan in de toekomst wellicht als standaard medicijn worden gebruikt tegen diabetes type II.
Een andere verbinding die wordt onderzocht is de stof helodermine, dit is een peptide die een met een Vasoactive Intestinal Peptide (VIP) gelijkende werking heeft. Helodermine wordt onder andere onderzocht op toepassingen bij de ziekte longkanker. Uit onderzoek naar het effect van Helodermine en de gelijkende stoffen helospectine I en helospectine II in het bloed van ratten bleek dat ze eenzelfde effect hebben als eerder genoemde VIP's. Zo hebben alle drie de verbindingen een bloeddrukverlagende werking, al is hun werking bij lagere doses minder sterk dan die van bekende VIP's. Ook blijven de Heloderminen minder lang werkzaam dan de al bekende verbindingen.
Overige verbindingen die zijn aangetroffen in het gif van korsthagedissen zijn onder andere oxidasen en hyaluronidase, fosfolipase A en serotonine. De verschillende glycoproteïnen in het gif zijn verantwoordelijk voor de pijn en de zwelling van het getroffen lichaamsdeel na een beet.